# Средний Подкумок
Сре́дний Подку́мок — посёлок в составе муниципального образования город-курорт Пятигорск Ставропольского края России.

## География
Расстояние до краевого центра: 145 км.

## История
До 1918 года на месте посёлка были пашни и сад колонии Константиновская. В 60-70-е годы XX века был отделением совхоза «Откормочный».
На 1 марта 1966 года входил в состав Константиновского сельсовета Предгорного района:24.
В 1972 году Указом Президиума ВС РСФСР посёлок подсобного хозяйства совхоза «Бештаугорец» переименован в Средний Подкумок.
На 1 января 1983 года — в составе Нижнеподкумского сельсовета, подчинённого Пятигорскому горсовету:30, 58.

## Население
| 1989 | 2002  | 2010  | 2014  | 2021  |
| ---- | ----- | ----- | ----- | ----- |
| 460  | ↗1339 | ↗1393 | ↘1200 | ↗1313 |

По данным переписи 2002 года в национальной структуре населения Белореченского преобладают русские (71 %).